# Matilla la Seca
Matilla la Seca est une municipalité espagnole de la communauté autonome de Castille-et-León et de la province de Zamora. En 2024, elle comptait 36 habitants.

## Géographie
Matilla la Seca se situe à environ 18 km à l'est-nord-est de Zamora , sur le plateau castillan, à une altitude d'environ 735 m.

## Climat
Le climat est plutôt froid en hiver, mais chaud voire chaud en été ; les précipitations sont rares tout au long de l'année.

## Transport
L' autoroute A-11 longe la limite sud de la commune .

## Évolution démographique
| Année      | 1970 | 1981 | 1991 | 2001 | 2011 | 2021 | 2024 |
| Population | 159  | 125  | 93   | 72   | 58   | 39   | 36   |

La population totale a régulièrement diminué depuis les années 1950 . Ce déclin démographique est principalement dû à la mécanisation de l’agriculture et à la perte d’emplois et à l'exode rural qui en découle
.

## Tourisme

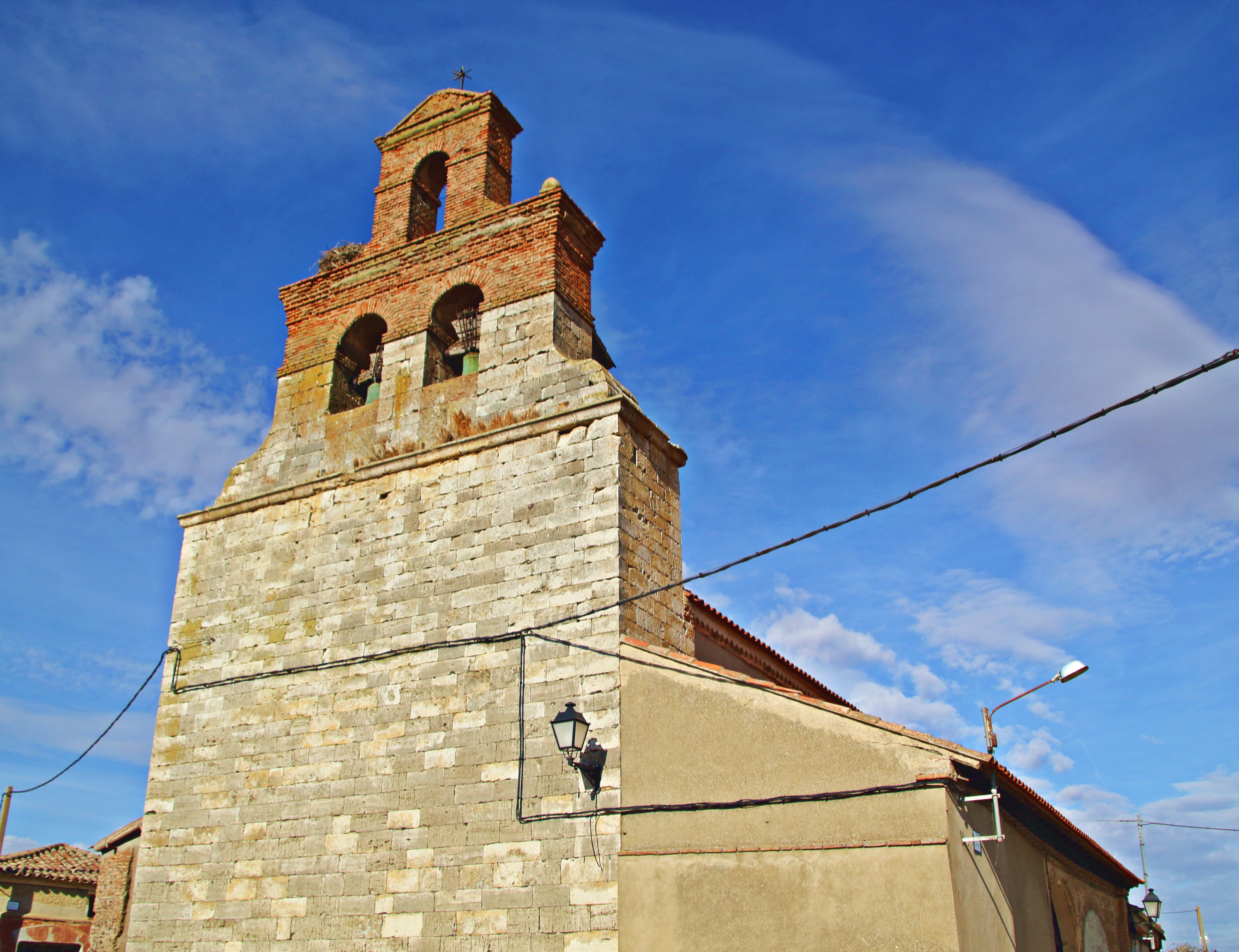
Église saint Pierre
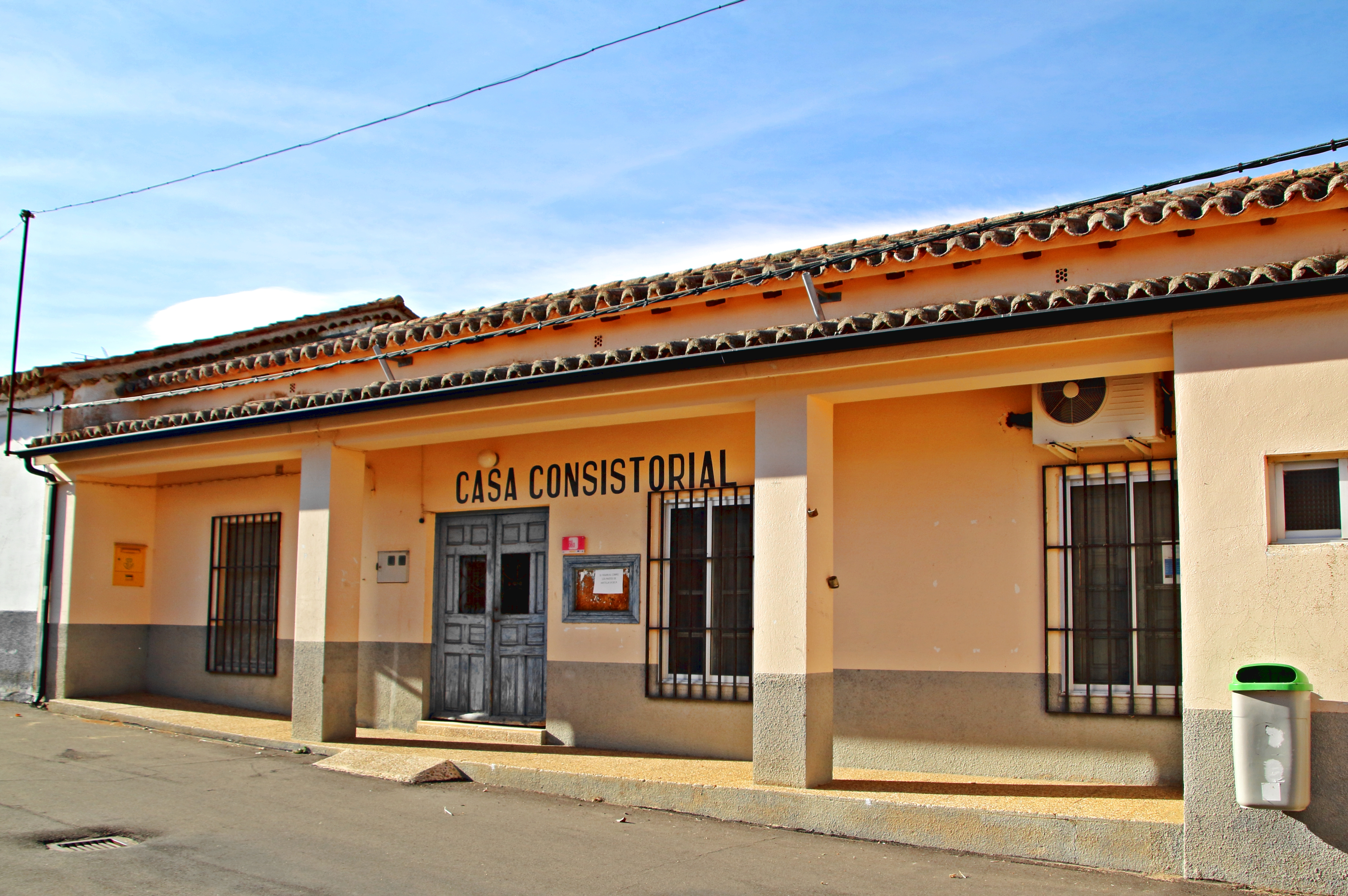
Mairie